# Stahlfrequenz
Stahlfrequenz ist ein deutsches Musik-Projekt aus Köln, das 2003 von Markus Houben und dem Wahlberliner Klaus Richter gegründet wurde, die beide ursprünglich aus Köln stammen.
Das Projekt, das stilistisch zwischen Rhythm-’n’-Noise und Electro einzuordnen ist, verwendet neben den genretypischen Mitschnitten aus Filmen und Reden auch Geräusche industrieller Anlagen, die in düstere, stark basslastige Soundscapes eingebettet werden.
Während eines Jahres Präsenz auf mp3.de erwies sich dieses Konzept als erfolgreich, so dass im November 2004 das Label Dark Wings das Debütalbum „Erstschlag“ veröffentlichte, welches musikalisch zwischen Xotox und KiEw angesiedelt ist. Im Jahre 2005 wechselten sie nach der Insolvenz von Dark Wings zum Label Pro Noize und veröffentlichten im März 2006 ihr zweites Album „Coma Themes“. Im November 2011 erschien dort auch das dritte Album „Tectonic Structures“.

## Diskografie
- Erstschlag (November 2004, Dark Wings)
- Coma Themes (März 2006, Pro Noize)
- Tectonic Structures (November 2011, Pro Noize)